# 穆红玉
穆红玉（1963年8月—），女，汉族，山东沂源人，中华人民共和国政治人物。现任中共中央纪委常委，国家监察委员会委员。中共第十九届、二十届中央纪委委员。

## 生平
1984年7月于吉林大学法学院法律专业毕业，同月参加工作且加入中国共产党。她长期在最高人民检察院工作，由基层干部逐步成长，期间曾于北京市西城区人民检察院挂职副检察长，又在中国人民大学法律系攻读在职研究生并获得法学硕士学位。2009年10月任最高人民检察院机关党委副书记，2011年9月任最高人民检察院刑事申诉检察厅厅长，2013年1月任最高人民检察院控告检察厅厅长，2014年2月成为最高人民检察院检察委员会委员。
2015年9月转任中央纪委第六纪检监察室主任，进入纪检队伍。2016年9月任中央纪委驻国家发展和改革委员会纪检组组长、国家发展和改革委员会党组成员。2017年10月于中共十九大被选举为十九届中央纪委委员。
2018年11月，任中共重庆市委常委、市纪委书记，市监察委员会副主任、代主任。2019年1月，当选为重庆市监察委员会主任。
2021年12月，出任中央纪委国家监委驻最高人民法院纪检监察组组长、最高人民法院党组成员。
2022年10月，当选为中共中央纪委常委，且担任国家监察委员会委员。